# ガレス・ホルゲート
ガレス・ホルゲート（Gareth Holgate、1987年12月3日 - ）は、フィリピンのラグビーユニオン選手。

## プロフィール
- ポジションはセンター(CTB)。
- ラグビーフィリピン代表である。

## 経歴
ウェールズ大学卒。2011年より九州電力キューデンヴォルテクスで2シーズンプレーした。